# Корушка регија
Корушка регија (словен. Koroška regija) је једна од 12 статистичких регија Словеније. Културно и привредно средиште ове регије је град Словењ Градец, а највећи град је Равне на Корошкем.
По подацима из 2005. године овде је живело 73.754 становника.

## Списак општина
У оквиру Корушке регије постоји 12 општина:
- Вузеница
- Дравоград
- Межица
- Мислиња
- Мута
- Подвелка
- Преваље
- Радље об Драви
- Равне на Корошкем
- Рибница на Похорју
- Словењ Градец
- Чрна на Корошкем